# Callistoctopus
Genre
Callistoctopus est un genre de mollusques de l'ordre des octopodes (les octopodes sont des mollusques à huit pieds et sont communément appelés pieuvres), et de la famille des Octopodidae.

## Liste des espèces
Selon World Register of Marine Species (23 août 2015) :
- Callistoctopus alpheus (Norman, 1993)
- Callistoctopus aspilosomatis (Norman, 1993)
- Callistoctopus bunurong (Stranks, 1990)
- Callistoctopus dierythraeus (Norman, 1992)
- Callistoctopus furvus (Gould, 1852)
- Callistoctopus graptus (Norman, 1992)
- Callistoctopus kermadecensis (Berry, 1914)
- Callistoctopus lechenaultii (d'Orbigny, 1826)
- Callistoctopus luteus (Sasaki, 1929)
- Callistoctopus macropus (Risso, 1826)
- Callistoctopus nocturnus (Norman & Sweeney, 1997)
- Callistoctopus ornatus (Gould, 1852)
- Callistoctopus rapanui (Voss, 1979)
- Callistoctopus taprobanensis (Robson, 1926)

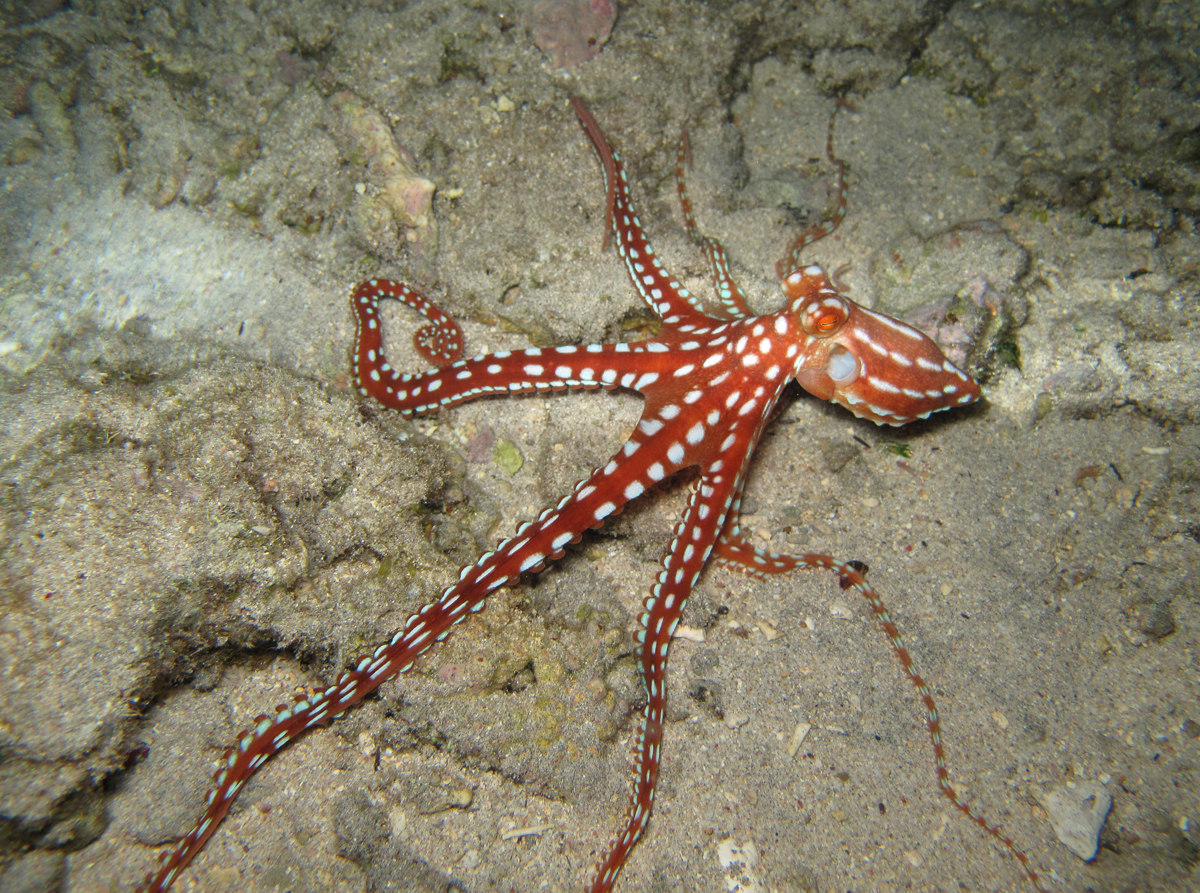
Callistoctopus macropus.
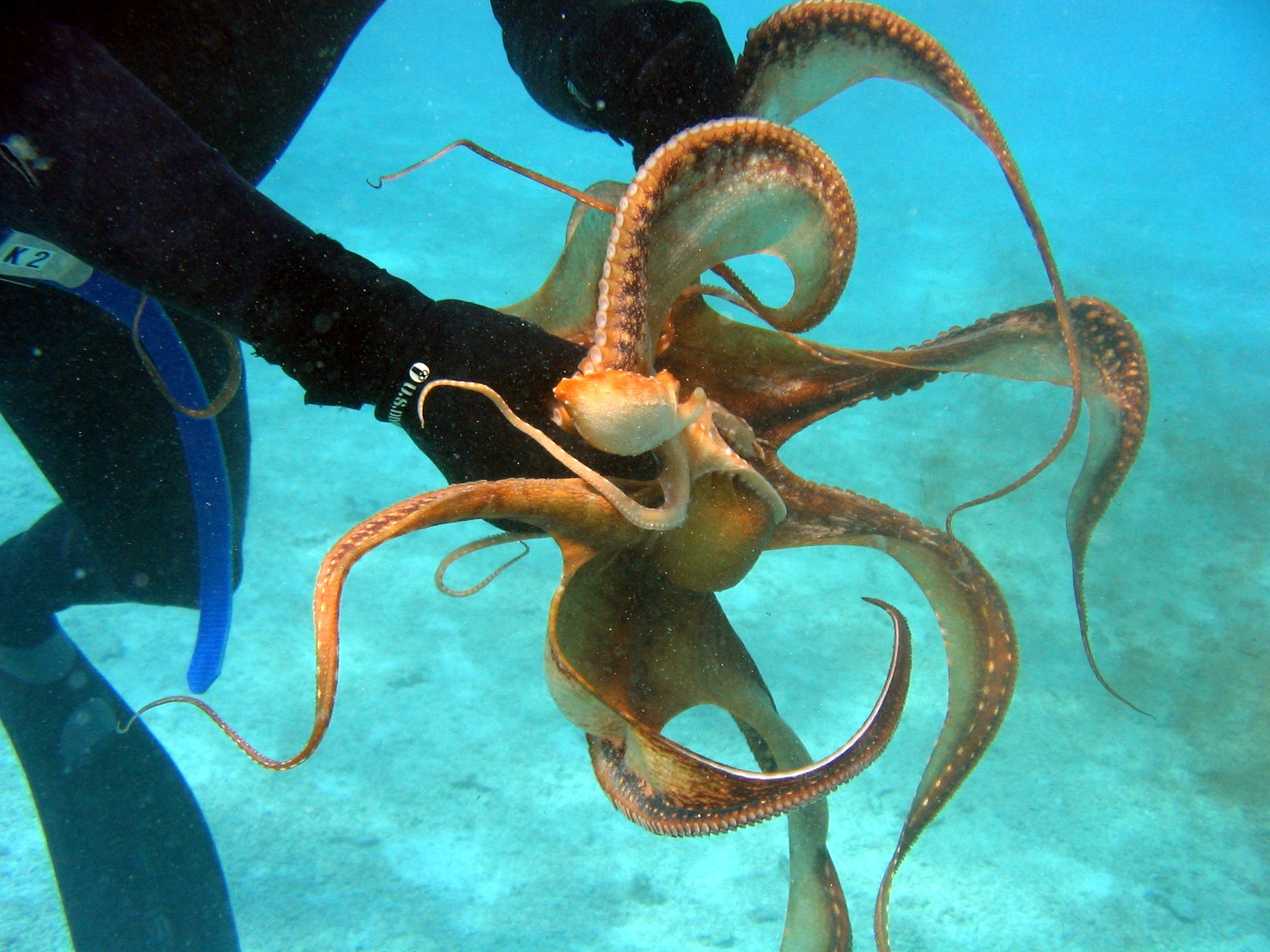
Callistoctopus ornatus.